# GPR78
GPR78, G protein-spregnuti receptor 78, je protein koji je kod čoveka kodiran GPR78 genom.
G protein spregnuti receptori sadrže sedam transmembranskih domena i prenose ekstracelularne signale putem heterotrimernih G proteina.

## Literatura
1. ↑  Lee DK, Nguyen T, Lynch KR, Cheng R, Vanti WB, Arkhitko O, Lewis T, Evans JF, George SR, O'Dowd BF (2001). „Discovery and mapping of ten novel G protein-coupled receptor genes”. Gene. 275 (1): 83—91. PMID 11574155. doi:10.1016/S0378-1119(01)00651-5.
2. 1 2  „Entrez Gene: GPR78 G protein-coupled receptor 78”.

## Dodatna literatura
- van Laar T; Schouten T; Hoogervorst E;  . (2000). „The novel MMS-inducible gene Mif1/KIAA0025 is a target of the unfolded protein response pathway.”. FEBS Lett. 469 (1): 123—31. PMID 10708769. doi:10.1016/S0014-5793(00)01253-9.
- Strausberg RL; Feingold EA; Grouse LH;  . (2003). „Generation and initial analysis of more than 15,000 full-length human and mouse cDNA sequences.”. Proc. Natl. Acad. Sci. U.S.A. 99 (26): 16899—903. PMC 139241 . PMID 12477932. doi:10.1073/pnas.242603899.
- Clark HF; Gurney AL; Abaya E;  . (2003). „The secreted protein discovery initiative (SPDI), a large-scale effort to identify novel human secreted and transmembrane proteins: a bioinformatics assessment.”. Genome Res. 13 (10): 2265—70. PMC 403697 . PMID 12975309. doi:10.1101/gr.1293003.
- Gerhard DS; Wagner L; Feingold EA;  . (2004). „The status, quality, and expansion of the NIH full-length cDNA project: the Mammalian Gene Collection (MGC).”. Genome Res. 14 (10B): 2121—7. PMC 528928 . PMID 15489334. doi:10.1101/gr.2596504.
- Underwood SL; Christoforou A; Thomson PA;  . (2006). „Association analysis of the chromosome 4p-located G protein-coupled receptor 78 (GPR78) gene in bipolar affective disorder and schizophrenia.”. Mol. Psychiatry. 11 (4): 384—94. PMID 16389273. doi:10.1038/sj.mp.4001786.